# Ан-132
Ан-132 — среднемагистральный грузовой самолёт, разрабатываемый украинской компанией «Антонов». Рассчитан на перевозку 9,2 тонн на расстояние 2000 км. Является модификацией советского транспортного самолёта Ан-32.

## Описание
Ан-132 — многоцелевой сухопутный всеаэродромный ближне- и среднемагистральный двухдвигательный турбовинтовой однофюзеляжный дозвуковой транспортный моно- высокоплан нормальной схемы 3-го класса.
Особенностью самолёта является его приспособленность к эксплуатации в различных климатических условиях, особенно в условиях жаркого климата, на высокогорных и неподготовленных аэродромах.
Выделенной чертой Ан-132 является возможность его эксплуатации с песчаных взлётно-посадочных полос. Эксплуатация самолёта в транспортном варианте предусматривает полную автономность при базировании на слабо- и не подготовленных аэродромах благодаря встроенному комплексу погрузки / разгрузки и с применением вспомогательной силовой установки.
Ан-132 также сможет выполнять воздушное десантирование грузов на парашютных платформах и парашютистов, перевозить людей, транспортировать больных и раненых в условиях чрезвычайных ситуаций.
Является первым украинским самолётом, который планируется создать без использования комплектующих российского производства. Предполагается, что Ан-132 будет оснащаться двумя турбовинтовыми двигателями Pratt & Whitney Canada PW150D, авионикой от Honeywell, системой жизнеобеспечения от компании Liebherr, вспомогательной силовой установкой от компании Hamilton Sundstrand.

## История создания

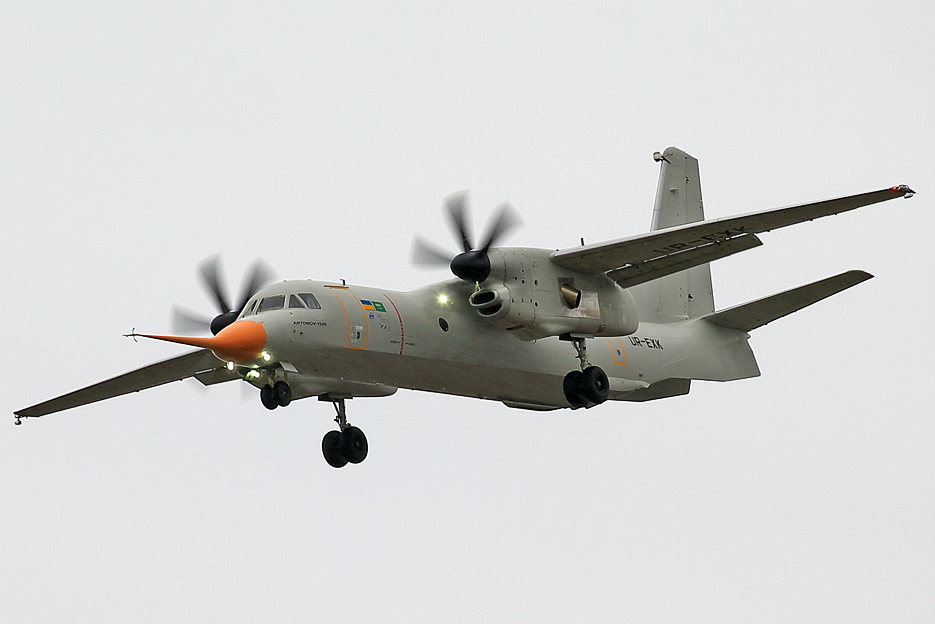
Ан-132D в аэропорту Гостомель

В феврале 2015 года компания «Антонов» (Украина) и компания «Taqnia Aeronautics» (Саудовская Аравия) подписали соглашение о совместной разработке и производстве модифицированного варианта самолёта Ан-32, который получил наименование Ан-132. В мае 2015 года ГП «Антонов», компания «Taqnia Aeronautics» и Научно-технологический центр имени короля Абдулазиза (Саудовская Аравия) подписали дополнительное соглашение по производству Ан-132.
20 декабря 2016 года в Киеве был представлен предсерийный прототип Ан-132D.
Первый полёт самолёта-демонстратора Ан-132D состоялся 31 марта 2017 года на аэродроме Святошин в Киеве.
В июне 2017 года Ан-132 был представлен на международном парижском авиасалоне в Ле-Бурже. «Укроборонпром» договорился с компаниями TAQNIA (Саудовская Аравия) и Havelsan (Турция) о разработке новой модификации самолета для несения морской патрульной службы..
В июле 2018 года президент компании «Антонов» Александр Донец отметил, что в настоящее время рассматривается вопрос создания в Саудовской Аравии завода по производству Ан-132. По его словам, саудовская сторона для оценки коммерческих перспектив проекта заказала технико-экономическое обоснование, которое сейчас «готово на 80-85 %».
В сентябре директор компании «Прогресстех-Украина» Андрей Фиалковский заявил: «Мы участвовали в тендере по проектированию завода в Саудовской Аравии [по сборке Ан-132]. Сейчас проект приостановлен и сроки отодвинулись.».
В апреле 2019 года президент компании «Антонов» Александр Донец заявил, что сотрудничество с Саудовской Аравией по проекту самолёта Ан-132 прекращено.
В феврале 2021 года самолеты Ан-132D и Ан-178 были исключены из государственного реестра гражданских воздушных судов; соответствующий приказ опубликован на портале Государственной авиационной службы Украины. Согласно документу, такое решение было принято из-за отсутствия у самолетов сертификата летной годности в течение двух лет, а Госавиаслужба в течение этого срока не имела доступа к ним, чтобы осуществлять контроль за их летной годностью и эксплуатацией.

## Характеристики

### Основные характеристики
- Экипаж: 2
- Количество пассажиров: 46 десантников или 75 военных или 27 пациентов на носилках и 2 медика
- Максимальная взлетная масса: 28500 кг
- Масса пустого:
- Грузоподъемность: 9200 кг
- Длина: 24,537 м
- Высота: 8,80 м
- Размах крыла: 29,20 м
- Крыло в плане: трапециевидные
- Силовая установка: 2 × турбовинтовой PW150D (Pratt & Whitney Canada)
- Мощность двигателей: 2 × 5071 л. с. (2 × 3782 кВт) (мощность на взлёте каждого)
- Воздушный винт: шестилопастных R408 Dowty Propellers
- Диаметр винта: 4,11 м
- Вспомогательная силовая установка: 1 × газотурбинный двигатель от Hamilton Sundstrand

### Грузовой отсек
- Объём: 58 м³ (с рампой — 65 м³)
- Длина: 13,45 м (с рампой — 16,655 м)
- Ширина: 2,4 м
- Высота: 1,78 м
- Площадь пола: 32,3 м²

### Летные характеристики
- Практическая дальность с макс. нагрузкой 2000 км
- Дальность с грузом 6 тонн: 3500 км
- Перегоночная дальность 4400 км
- Практический потолок полета: 9000 м.
- с одним двигателем (90 % МВМ): 3800 м.

### Авионика
- Honeywell Primus [en] Epic 2.0 [38]

### Жизнеобеспечение
- Liebherr

### Цена
Общую стоимость постройки одного Ан-132 в базовом исполнении директор программы Ан-132 ГП «Антонов» Александр Хохлов оценил в пределах $30 — 40 млн (в зависимости от используемых комплектующих).

## Аналоги
- Alenia C-27 Spartan
- Ан-32
- CASA C-295
- Ил-112В